# Прокопий Устьянский
Проко́пий Устья́нский, или Проко́пий Усья́нский, — святой Русской православной церкви, почитается в лике праведных. Память совершается: 8 (21) июля.
Почитание Прокопия Устьянского как святого началось только потому, что тело его было обнаружено нетленным; а затем было прекращено из-за того, что при осмотре тела спустя годы тело оказалось истлевшим.
В середине XVII века (в каком именно году – неизвестно, но не ранее 1641 года) в Важском уезде, на берегу реки Устьи, около приходского храма села Верюги было найдено нетленное тело неизвестного человека мужского пола, при этом ощущалось благоухание. Гроб был изготовлен из ивовых прутьев и вышел на поверхность земли. Никто из местных жителей ничего не знал о том, кто и когда в этом месте был похоронен. Над гробом с телом неизвестного покойника жители села поставили часовню. Во сне покойник явился местному жителю Савелию Онтропову (Антропову) назвал себя Прокопием и велел сделать себе новый гроб. Жители, которые почитали покойника как святого, разобрали по прутьям старый гроб. Савелий изготовил новый гроб, после этого мощи покойника положили внутри Введенской церкви у южной стены. Кто-то из сельчан составил церковную службу Прокопию в небольшой книжице и жители стали молиться по ней Прокопию, совершая в храме богослужение посвященное покойнику. По просьбе сольвычегодского купца Ивана Ермолаева иконописец Онисим Карамзин в 1652 году написал первую икону Прокопия Устьянского. Иван Ермолаев говорил, что сам  Прокопий явился ему и «дал дозволение» написать его образ. Е. Е. Голубинский пишет, что празднование было установлено до 1739 года. Прокопий не был канонизирован. Молитвенное почитание Прокопия было прекращено епископом Вологодским и Великопермским Арсением Тодорским (15 августа 1796 — 15 июня 1802), до конца 1801 года на основании того, что при повторном освидетельствовании мощи не оказались нетленными — «не оказалось многих на теле сего почитаемаго за святаго частей». 16 декабря 1801 года Святейший правительствующий синод подтвердил распоряжение епископа Арсения: 
«Как по свидетельству сим мощам (т. е. Прокопия) 1696 и 1739 года не оказалось многих на теле сего почитаемого за святого частей и притом—с которого времени открыто и кем, кто он и откуда, верного сведения не найдено, описание же о происходивших яко бы от оного чудесах к совершенному признанию оного за святого и оглашению мощей весьма недостаточно: то и оставить их в таком положении, в каком ныне состоят, не делая об оных повсеместного оглашения».
В 1818 году епископ Вологодский и Устюжский Онисифор (Боровик) попытался восстановить празднование Прокопию и подал прошение, но Святейший правительствующий синод отказал в ходатайстве, сославшись на прежнее своё постановление 1801 года. Прокопий Устьянский, несмотря на постановление Синода, продолжал почитаться как святой среди местных жителей, священник Иоанн Верюжский свидетельствует о пении молебнов при мощах Прокопия; о мощах Прокопия продолжала ходить молва как о совершенном целом теле. Голубинский, ссылаясь на три освидетельствования мощей в 1696, 1739 и 1818 году, пишет, что это не так, многих частей тела не хватало.
Несмотря на запрет Синода о почитании Прокопия как святого, имя Прокопия Устьянского церковные писатели включали в списки святых. Сергий (Спасский) включил имя в 1876 году в «Полный месяцеслов Востока», назвав его юродивым. М. В. Толстой включил имя Прокопия в 1887 году в «Книгу глаголемую Описание о российских святых». Больше всего сведений, связанных с мощами Прокопия, изложено у священника Иоанна Верюжского (сына, дьячка Введенской церкви Вельского уезда Вологодской губернии Петра Верюжского; в дальнейшем настоятеля — Кирилло-Новоезерского монастыря (1886—1901)); в 1880 году  он написал книгу «Исторические сказания о жизни святых, подвизавшихся в Вологодской епархии, прославляемых всею Церковию и местно чтимых», в которую включил имя Прокопия как святого и посвятил ему целую главу; кроме того, Иоанн Верюжский написал небольшую брошюрку «Святой праведный Прокопий Усьянский чудотворец», она была издана в 1879 и в 1889 годах. Иоанн Верюжский сообщает о 20 исцелениях, которые произошли около гроба с мощами Прокопия. Он пишет, что местная память Прокопию совершалась 8 июля, многие из тамошних жителей постились перед этим событием целую неделю.
До 1903 года официальной канонизации Прокопия не было. После Революции, 6 марта 1919 года, во время кампании по вскрытию мощей, гроб с телом Прокопия был вскрыт. Согласно Отчету VIII-го Отдела Народного Комиссариата Юстиции Съезду Советов в раке было найдено мумифицированное тело.
Ошибочные сведения о повсеместном почитании Прокопия, установленного в 1818 году, имеются в книге «Русские святые: 1000 лет русской святости» («Жития русских святых») монахини Таисии Карцовой (Карцевой) 1977 года.

В 1908 году были изданы «Жития святых, на русском языке изложенные по руководству Четьих-Миней Святого Димитрия Ростовского, с объяснительными примечаниями и изображениями святых», а к ней приложение «Жития русских святых». Автором обеих книг был С. И. Смирнов. До революции «Жития русских святых» были изданы не все, а только месяцы сентябрь—декабрь. В начале XX века это издание было продолжено коллективом авторов и был изданы все месяцы года. В это издание, 2011 года, была внесена неверная информация о Прокопии: 
„В 1818 году было установлено повсеместное празднование святого в 8-й день месяца июля. Преосвященный Онисифор, епископ Вологодский, писал в Священный Синод: «Убеждаясь совестию и внушением Божественной благодати, признаю мощи сии святыми...»“
, — цитата из письма  епископа Вологодского и Устюжского Онисифора Боровика с прошением о почитании Прокопия как святого в Синод (после этого Синодом было отказано в почитании Прокопия как святого) выложена как подтверждение для установления повсеместного празднования памяти Прокопия как святого.
В настоящее время имя Прокопия Устьянского включено в православные календари РПЦ; в отдельные календари включена следующая неверная информация: Прокопий назван, Христа ради юродивый В календарях РПЦ, в том числе в календаре на официальном сайте Московского Патриархата, включена следующая неверная информация: „В 1818 году установлено повсеместное празднование памяти святого“.